# Mare contro mare
Mare contro mare è stato un programma televisivo italiano estivo di intrattenimento strutturato come gioco, trasmesso dalla RAI nel 1965 e nel 1988. 
La prima edizione, trasmessa nell'estate 1965 sul Programma Nazionale, consisteva in una gara con prove di abilità di giochi, musica, teatro tra due opposte città italiane, una affacciata sull'Adriatico ed una sul Tirreno. Da segnalare una puntata effettuata sui Transatlantici Michelangelo e Raffaello, uno in Adriatico ed uno nel Tirreno.
Il programma era scritto da Antonio Amurri e Lianella Carell, presentato da Aroldo Tieri e Silvana Pampanini, con Renato Turi dallo studio centrale di Roma, orchestra diretta da Marcello De Martino.
La regia era curata da Romolo Siena e Lino Procacci.
La sigla musicale di chiusura era Si fa sera di Amurri-De Martino, cantata da Gianni Morandi.
Nell'estate del 1988 il varietà è stato riproposto da Rai Due in un'edizione trasmessa in cinque puntate dal 3 al 31 agosto, con la conduzione di Ramona Dell'Abate affiancata dal duo comico Malandrino e Veronica e la regia di Riccardo Donna.